# Kőröstetétlen
Kőröstetétlen is een plaats (község) en gemeente in het Hongaarse comitaat Pest. Kőröstetétlen telt 906 inwoners (2001).